# Sonchus tenerrimus
Sonchus tenerrimus, conocido comúnmente por cerraja menuda o cerraja tierna, es una especie de planta herbácea del género Sonchus en la familia Asteraceae.

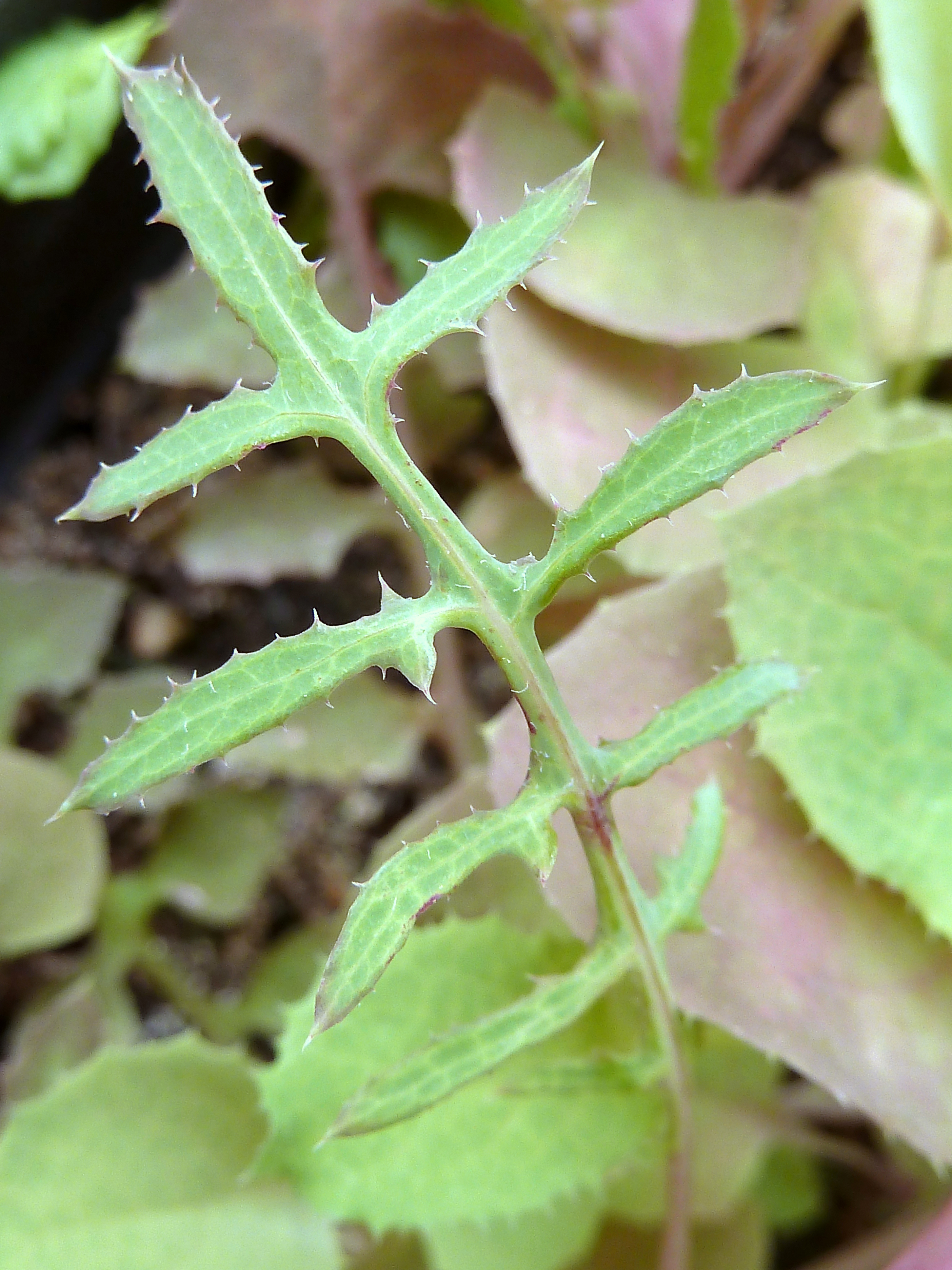
Hoja caulinar

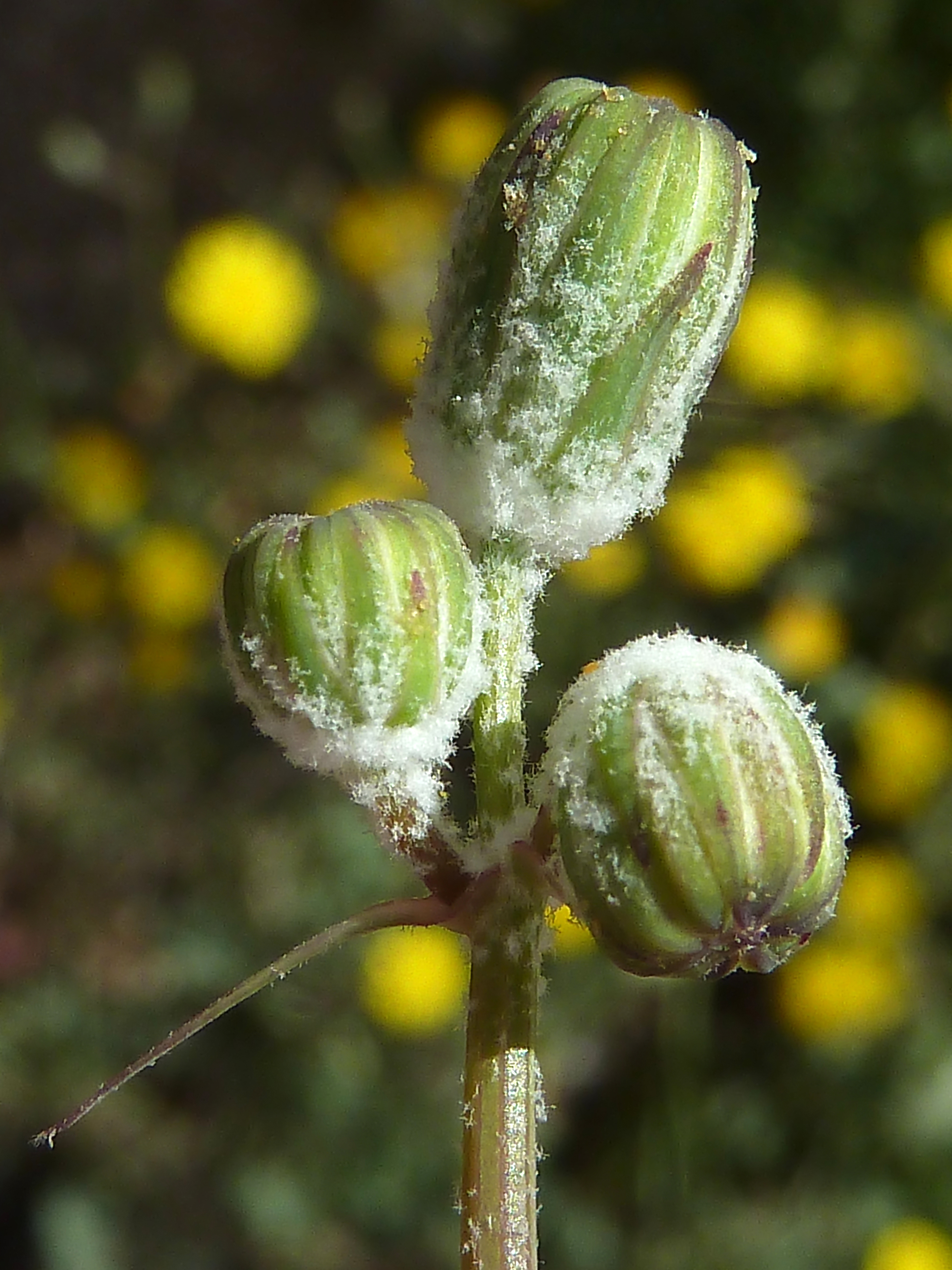
Capítulos en preantesis con borra aracnoideo-blanquecina en las bases

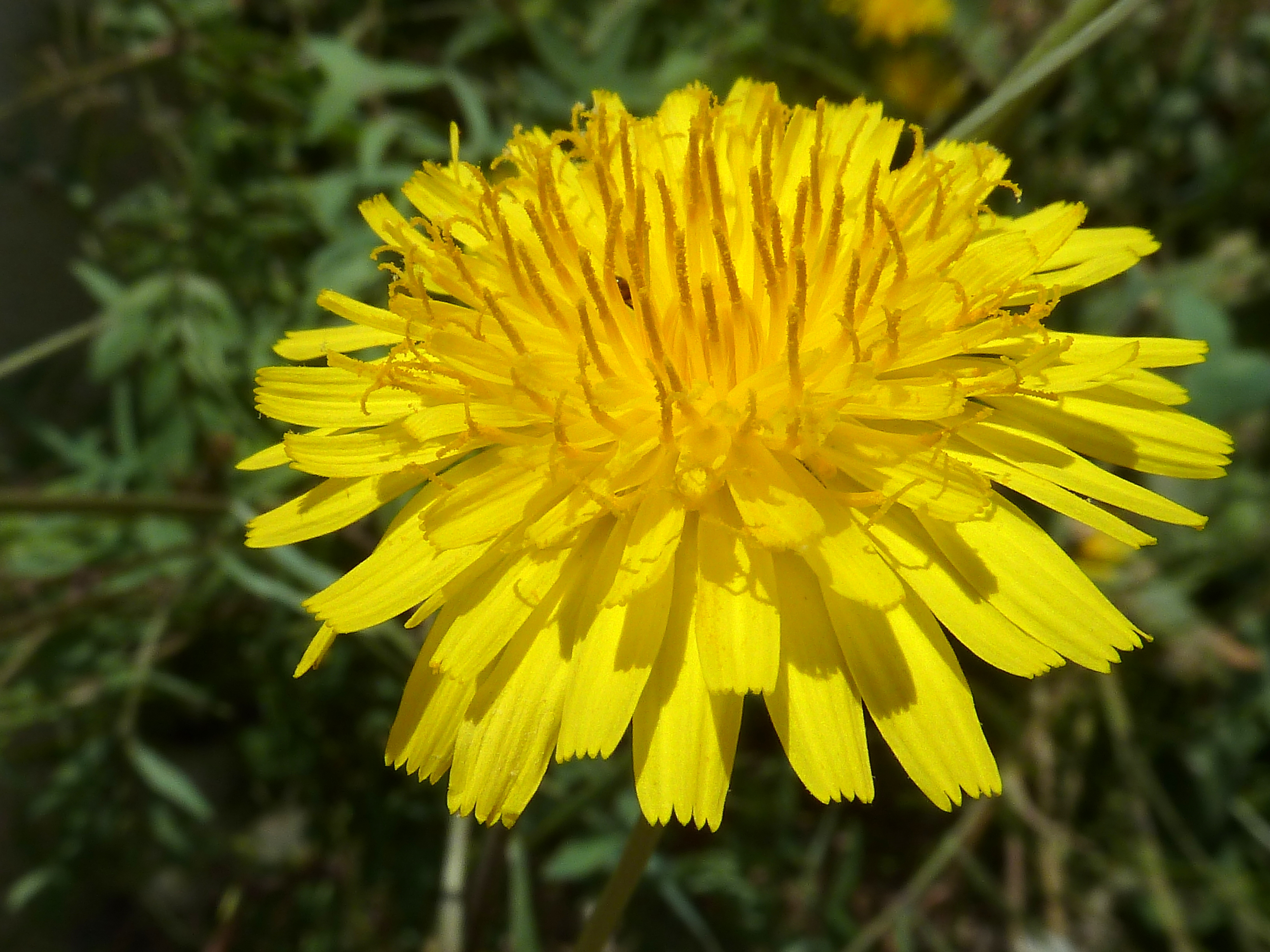
Capítulo en antesis

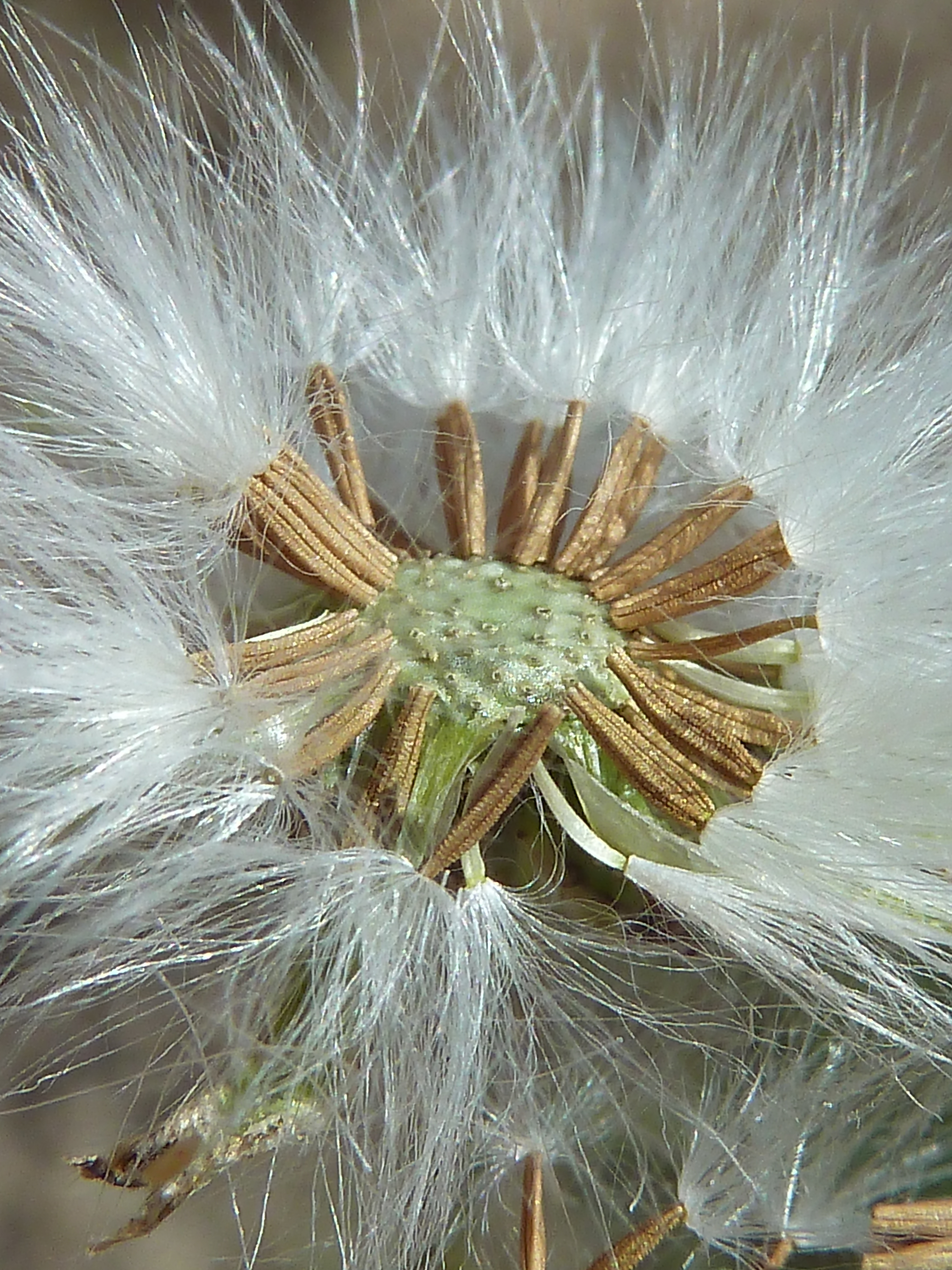
Capítulo en fructificación con cipselas in situ

## Descripción
Es una especie anual, bienal o perenne de 20 cm hasta 1 m de altura, con tallos erectos, ramificados o no, huecos y longitudinalmente surcados, glabros o frecuentemente cubiertos de pelos glandulares y, debajo de los capítulos, donde pueden ser densamente aracnoideo-blanquecino; una rosta basal de hojas es eventual y las hojas caulinares son abrazadoras, muy variables, con aurículas finas y agudas, pinnatisectas, generalmente en estrechos/filiformes lóbulos, con o, generalmente, sin pequeñas espinas en los márgenes. La inflorescencia, en corimbo, consiste en múltiples capítulos pedúnculados con un involucro frecuentemente densamente aracnoideo-blanquecino en la parte inferior —y también en el ápice de los pedúnculos— de las brácteas que son herbáceas, más grandes del exterior hacía el interior, glabras o con pelos glanduliferos y con las lígulas con limbo apicalmente pentadentado, amarillas y a menudo con una banda longitudinal violácea en su envés. El receptáculo es  convexo, desnudo y alveolado. Las cipselas, de cuerpo comprimido y finamente tuberculado, son estrechamente oblanceoladas, de color pardo y con 3-4 costillas longitudinales de cada lado; son coronadas por un vilano, caedizo, de finísimos pelos blancos escabridos o barbelados.

## Distribución geográfica
Es nativa de la Cuenca mediterránea hasta Pakistan; también parte de África. Ha sido introducida y se ha naturalizado en las Américas y Australia.

## Uso gastronómico
Las hojas y escapes jóvenes son localmente utilizados como ensalada, por ejemplo en la Comunidad Valenciana (España) donde abunda.

## Taxonomía
Sonchus tenerrimus fue descrita por Carlos Linneo y publicado en Species Plantarum, vol. 2, p. 794, 1753.
Etimología
- Sonchus: latinización del griego σόγχος, que era el entonces nombre de dichas plantas. Evocado en Plinio el Viejo en su Historia Naturalis (22, 88).[5]
- tenerrimus: prestado directamente del latín tenerrimus, de těner, tierno, delicado, aludiendo a las hojas fina y estrechamente lobuladas de esta planta. Ya en Ovidio como tenerrimus  en su Ars Amandi (1, 299)).[5]

Citología
Número de cromosomas: 2n=14.
Taxones infraespecíficos
Todos son sinónimos de la especie nominal.
Sinonimia
- Sonchus arborescens Salzm. ex Ball
- Sonchus charmelii Sennen & Mauricio
- Sonchus dianae Lacaita ex Willk.
- Sonchus italicus Spreng.
- Sonchus pectinatus DC.
- Sonchus perennis (Lange) A.W.Hill
- Sonchus septenensis Gand.
- Sonchus tener Salisb.
- Sonchus tenerrimus var. adenobasis Maire
- Sonchus tenerrimus var. amicus Maire & Wilczek
- Sonchus tenerrimus var. angustissimus (H.Lindb.) Jahand. & Maire
- Sonchus tenerrimus subsp. arborescens (Salzm.) Batt.
- Sonchus tenerrimus var. arborescens (Salzm.) Ball
- Sonchus tenerrimus subsp. dianae Malag.
- Sonchus tenerrimus var. laevigatus Lange
- Sonchus tenerrimus var. maritimus Ball
- Sonchus tenerrimus var. pallidulus Maire
- Sonchus tenerrimus var. pectinatus (DC.) Coss.
- Sonchus tenerrimus var. perennis DC.
- Sonchus tenerrimus subsp. perennis (Lange) H.Lindb.
- Sonchus tenerrimus var. septenensis (Gand.) Maire
- Sonchus tenerrimus var. tenerrimus
- Sonchus tenerrimus subsp. tenerrimus
- Sonchus tenerrimus subsp. tuberculatus (Ball) Batt.
- Sonchus tenuifolius Nutt.
- Sonchus zollikoferioides Rouy[7]

## Nombre común
- Castellano:  borde, borrajas, cerraja (4), cerraja de pared, cerraja fina, cerraja imperial, cerraja menuda (5), cerraja tierna (3), cerrajas (2), cerrajilla (2), cerrajón borde, cerrajón fino (2), cerrajón perdicero, culebrera, culebrina, fina, garranchuelo, lechuguilla, linzones.. Las cifras entre paréntesis indican la frecuencia del uso del vocablo en España.[3]